# Limequat
Limequat är en citrusfrukt, som är en korsning mellan lime och kumquat.